# Tomasz Grochot
Tomasz Grochot (ur. 13 kwietnia 1974 w Krakowie) – polski perkusista i perkusjonista.

## Życiorys
Muzyk niezależny o klasycznym wykształceniu (Akademia Muzyczna w Krakowie,- dyplom 1999 r.), lecz różnorodnych zainteresowaniach, skupionych głównie wokół jazzu i gatunków mu pokrewnych.
Pierwszy projekt Tomek Grochot Quintet to cykl autorskich kompozycji, które po raz pierwszy zaprezentowane zostały na koncercie otwierającym sezon 2006 w Studiu S-5 Radia Kraków, który odbył się 7 stycznia 2006 r. Udział wzięli obok Grochota artyści:
Leszek Szczerba – saksofony, Robert Kubiszyn – kontrabas, Dominik Wania – fortepian, piano Rhodesa oraz  Tomasz Kukurba – wokal, altówka.
W lipcu 2008 r. został nagrany pierwszy autorski album  Tomek Grochot Quintet feat Eddie Henderson – My Stories, wydany w 2010 r. z udziałem światowej sławy legendy jazzu, trębacza Eddiego Hendersona oraz znakomitych polskich muzyków: Adama Pierończyka na saksofonach, Dominika Wani na fortepianie i piano Rhodesa oraz Roberta Kubiszyna na kontrabasie. Na perkusji i okarynie autor wszystkich kompozycji Tomasz Grochot. Album prezentuje 10 utworów. Z tym programem zespół koncertował i koncertuje na wielu ważnych festiwalach Jazzowych zarówno w kraju, jak i za granicą m.in. w Niemczech, Austrii, Białorusi, na Ukrainie, a tournee  po USA zaowocowało nagraniami na kolejną autorską płytę z udziałem Eddiego Hendersona.
Grochot współpracuje lub współpracował z:
- Januszem Muniakiem
- Jarosławem Śmietaną (m.in. nagranie albumu "Vis a Vis" z udziałem Nippy'ego Noyi). koncerty w Polsce, oraz trasa koncertowa po Meksyku.
- Leszek Kułakowski Quintet z programem z płyt  "Black and Blue" oraz "Interwały", koncerty w wielu miastach Polski.
- Nigelem Kennedym i zespołem Kroke – album East Meets East. Trasy koncertowe po największych salach koncertowych w Polsce i wielu krajach Europy
- Kroke, od chwili nagrania albumu Quartet – Live at home w 2004 r. koncertował  w Polsce i wielu krajach europejskich
- Edytą Geppert (od 2005 r.), z którą nagrał wraz z Krzysztofem Herdzinem i Kroke płytę Śpiewam życie (złota płyta w 2010 r.) koncerty w Polsce i na Węgrzech.
- Zespołem Laboratorium (brał udział w reaktywacji grupy w 2008 r.,) koncerty w Polsce m.in. na słynnym festiwalu Jazz Jamboree.
- Zespołem Wojciech Groborz Trio, koncerty w Polsce.
- Kwartet typu Quartet z Karolem White'em i Marianem Pawlikiem, koncerty w Polsce.
- Zespołem Little Egoists Marka Stryszowskiego, m.in. koncerty w Ronnie Scott's Club w Londynie czy Brixton Telegraph oraz na Ukrainie.
- Zespołem Seb Bernatowicz Trio m.in. festiwal Jazz Bez na Ukrainie
- Zespołem De Profundis w projekcie Droga Krzyżowa – Muzyczne Obrazy i Impresje z udziałem Jana Nowickiego, koncerty w Polsce i na Ukrainie.
- Zespołem Galicja i  Lidią Jazgar  nagrane płyty: Oczekiwanie, Za oknem zamieć, Czasem, Czas prezentów, Obok snów, Wiał wiatr, koncerty w Polsce.

Brał także udział w projektach:
- Nigela Kennedy'ego z programem poświęconym Jimiemu Hendrixowi z udziałem Jarka Śmietany, trasa koncertowa po Europie m.in. w paryskim Theatre Des Champs-Elysees.
- Nigela Kennedy'ego z programem z płyty A Very Nice Album, koncerty w Europie, m.in. w Filharmonii w Istanbule
- Howarda Levy'ego z programem z płyty Tonight And Tomorrow.

Jako lider
- Tomek Grochot Quintet  nagrane płyty " My Stories", oraz " In America".
- Tomek Grochot Electric Machine – zespół został założony w 2011 r. i od tego czasu koncertował i koncertuje w Polsce, w  Niemczech, Czechach, czy na Ukrainie. Aktualnie pracuje nad wydaniem autorskiej płyty z tym zespołem.

W 2011 r. podczas tournee po USA zespół  Tomek Grochot Quintet nagrał w chicagowskim studio materiał na kolejną autorską płytę "In America", która ukazała się w 2016 r. Na płycie obok lidera na perkusji i kalimbie zagrali: Eddie Henderson na trąbce, Rob Denty na saksofonach sopranowym i tenorowym, Dominik Wania na fortepianie i Krzysztof Pabian na kontrabasie. Album prezentuje 7 utworów. Polska premiera płyty odbyła się w 2017 r. na festiwalu Bielska Zadymka Jazzowa, a krakowska w studiu im. Romany Bobrowskiej w Radiu Kraków.
Jako muzyk sesyjny
Koncertował i koncertuje z najwybitniejszymi postaciami polskiej sceny jazzowej, takimi jak: Janusz Muniak, Leszek Kułakowski, Jarosław Śmietana, Andrzej Cudzich, Piotr Wojtasik, Wojciech Karolak, Jan Jarczyk, Wojciech Groborz, Adam Pierończyk, Piotr Baron, Marek Raduli, Janusz Grzywacz, Krzysztof Ścierański, Krzysztof Herdzin, Maciej Sikała,
a także z uznanymi muzykami swojego pokolenia; Adamem Kowalewskim, Tomaszem Grzegorskim, Jerzym Małkiem, Dominikiem Wanią, Michałem Barańskim i wieloma innymi.